# Lithacodia albopunctalis
Lithacodia albopunctalis là một loài bướm đêm trong họ Noctuidae.